# Szczepionka przeciw wirusowi zapalenia wątroby typu B

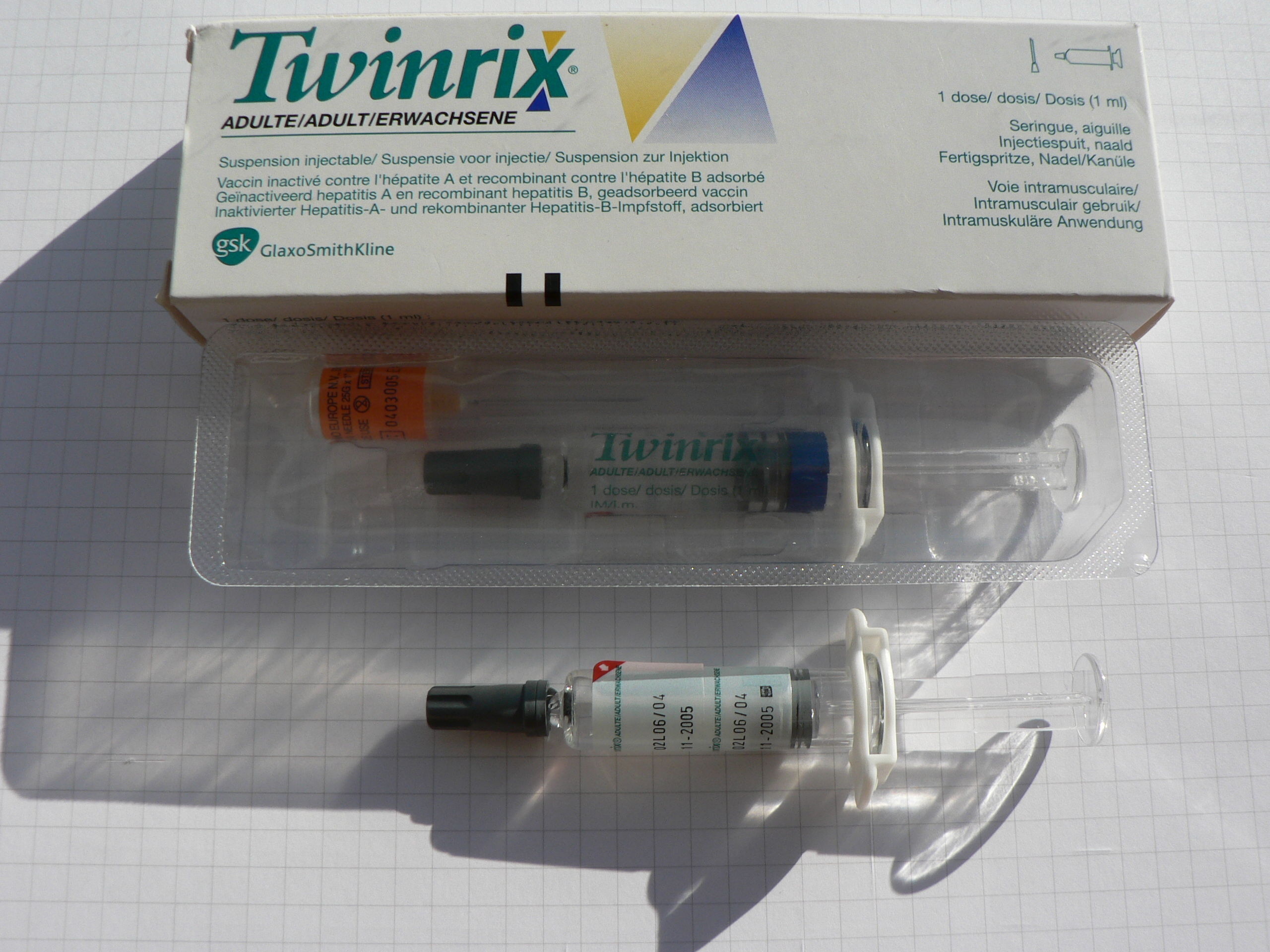
Skojarzona 2-składnikowa szczepionka (chroni również przed WZW typu A)

Szczepionka przeciw wirusowi zapalenia wątroby typu B – szczepionka chroniąca przed wirusem HBV, wywołującym wirusowe zapalenie wątroby typu B. Pierwszą dawkę zaleca się podać w ciągu 24 godzin od urodzenia, podając dodatkowo dwie lub trzy dawki. Obejmuje to osoby z obniżoną odpornością oraz osoby urodzone przedwcześnie. U zdrowych ludzi rutynowe szczepienia powodują, że ponad 95% osób jest odporna na zakażenie.
Osobom, które mogły mieć kontakt z wirusem HBV, oprócz szczepionki należy podać immunoglobulinę anty-HBs. Szczepionkę podaje się domięśniowo.
W Polsce jest szczepionką obowiązkową podawaną według kalendarza szczepień w ciągu 24 godzin od urodzenia. Szczepionka znajduje się na liście leków podstawowych WHO.
Pierwsza szczepionka przeciwko wirusowemu zapaleniu wątroby typu B została zatwierdzona w Stanach Zjednoczonych w 1981, wersja rekombinowana pojawiła się na rynku w 1986.